# Franz Düsterwald
Franz Heinrich Hubert Düsterwald (* 20. August 1842 in Vilich; † 26. November 1920 in Köln) war ein römisch-katholischer Geistlicher und Buchautor.

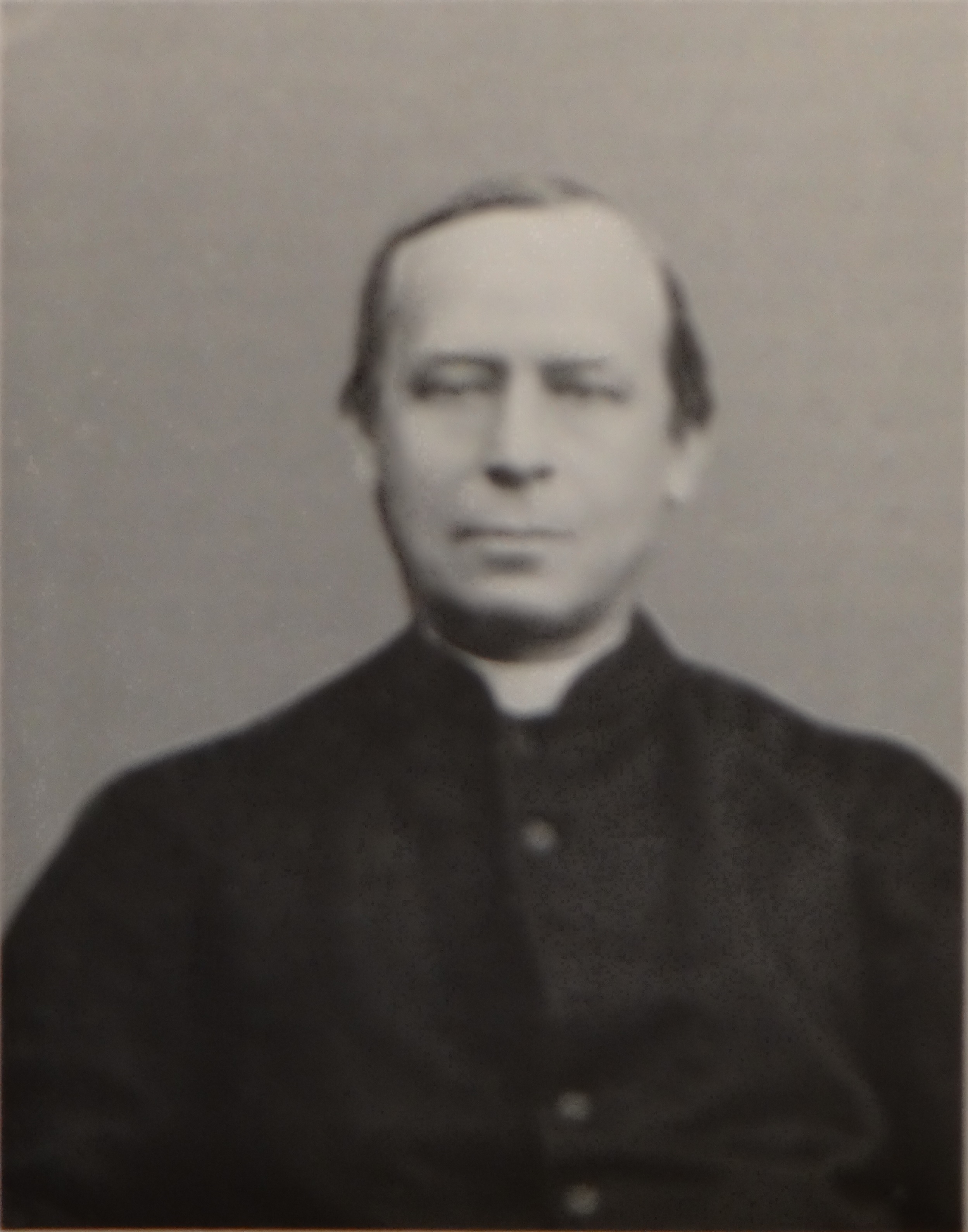
Franz Düsterwald

## Ausbildung
Düsterwald studierte katholische Theologie an der Universität Bonn und wechselte anschließend ins Kölner Priesterseminar. Seit 1864 war er Mitglied der katholischen Studentenverbindung KDStV Aenania München im CV. Am 7. April 1866 empfing er im Hohen Dom zu Köln durch Weihbischof Johann Anton Friedrich Baudri die Priesterweihe.

## Leben und Wirken
Am 7. Dezember 1867 ernannte Erzbischof Paulus Melchers Düsterwald zum 1. Pfarrkaplan an St. Alban in Köln, wo er ungewöhnlich lange verblieb. In dieser Zeit betrieb er parallel zu seinen seelsorglichen Verpflichtungen theologische Studien und wurde Ende 1886 zum Dr. theol. promoviert. Ihm zur Seite stand seit dem 23. Dezember 1868 als 2. Pfarrkaplan Heinrich Ludwigs. Mit diesem sollte er später im Sinne des neuen Erzbischofs, Philipp Krementz, die Priesterausbildung im Erzbistum Köln neu aufbauen, die während des Kulturkampfes völlig zum Erliegen gekommen war.
Daher wurde er von diesem am 15. Oktober 1887 zum ersten Direktor des in Bonn geplanten Theologenkonviktes ernannt; Ludwigs wurde zum Präses des Priesterseminars in Köln berufen. „Beide waren bei den staatlichen Stellen im höchsten Grade personae minus gratae.“ Gemeinsam mit Düsterwald wurden Gerhard Esser und Christian Krabbel zu Repetenten in Bonn ernannt. Düsterwald zeichnete in seiner Zeit als Direktor verantwortlich für den Aufbau des Collegium Albertinum, dessen Gebäude von 1889 bis 1892 nach Plänen des Architekten Johannes Richter von diesem und – nach Richters Tod – von Gerhard Franz Langenberg errichtet wurde. Düsterwald war es auch, der beim Erzbischof trotz der schwierigen finanziellen Situation und gegen eine bislang übliche Praxis die Hinwendung zum Zellensystem, das heißt die Einrichtung von Einzelzimmern durchsetzte.
Am 1. Januar 1900 ernannte der Kölner Kapitularvikar Düsterwald zum Pfarradministrator von Groß St. Martin in Köln, wo er am 21. Februar 1900 vom neuen Erzbischof Hubert Theophil Simar als Pfarrer bestätigt wurde. Bereits am 1. April 1903 berief ihn Simar zum Wirklichen Domherrn am Kölner Dom, am 11. April 1903 zum Generalvikariatsrat und bestellte ihn am 15. März 1904 zum Dirigenten der Bischöflichen Rechnungskammer.

## Auszeichnungen
- Roter Adlerorden 4. Klasse

## Werke (Auswahl)
- Der heilige Kreuzweg zu Jerusalem und die Kreuzweg-Andacht. 2. Aufl. Herder, Freiburg 1886.
- Die Weltreiche und das Gottesreich nach den Weissagungen des Propheten Daniel. Herder, Freiburg 1890.
- Sechsfacher Homilien-Kranz gewunden um die Sonntage des Kirchenjahres. 2. Aufl. Theissing, Köln 1909.
- Der Jerusalem Pilger. Theissing, Köln 1910.
- Die deutsche Kirchweih-Wallfahrt zum hl. Berge Sion in Jerusalem im April 1910. Offizieller Bericht des Pilgerkomitees des Deutschen Vereins. Theissing, Köln 1911.
- Der letzte Einsiedler Palästinas: Abenteuerliche Schicksale eines französischen Geistlichen. von L. Heidet, übersetzt von Maurus Gisler, mit einem Geleitwort von Franz Düsterwald. Bachem, Köln 1913.
- Die Leidensschule: Ein Trost- u. Gebetbuch für alle Trauernden besonders auch für die vom Kriegsleid Heimgesuchten. Kühlen, Mönchengladbach o. J.